# Notobalanus
Notobalanus is een zeepokkengeslacht uit de familie van de Archaeobalanidae. De wetenschappelijke naam van het geslacht werd voor het eerst geldig gepubliceerd in 1976 door Conrad.

## Soorten
De volgende soorten zijn bij het geslacht ingedeeld:
- Notobalanus flosculus (Darwin, 1854)
- Notobalanus vestitus (Darwin, 1854)